# Wolf-Lundmark-Melotte
La galaxia Wolf-Lundmark-Melotte o WLM es una galaxia irregular en la constelación de Cetus, a unos 3 millones de años luz de la Tierra. Fue descubierta por el astrónomo Max Wolf en 1909, quien junto a Knut Lundmark y Philibert Jacques Melotte, que la identificaron como galaxia, le dan su nombre. De magnitud aparente 11,0 es una galaxia LSB, es decir, emite menos luz por unidad de área que una galaxia típica. 
WLM se encuentra en los límites del Grupo Local y además está muy aislada de otras galaxias: su vecina más próxima, IC 1613, se encuentra a un millón de años luz. De forma bastante alargada, su extensión es del orden de unos 8000 años luz, mayor que otras galaxias enanas del Grupo Local, pero significativamente más pequeña que la Vía Láctea o la galaxia de Andrómeda. Se piensa que su edad puede ser similar a la de la nuestra galaxia.